# The Best of the Rest
The Best of the Rest es un álbum recopilatorio de la banda británica de hard rock UFO, publicado en 1987 por el sello Chrysalis. La recopilación está enfocada en los años post Michael Schenker, entre los álbumes No Place to Run de 1980 hasta Misdemeanor de 1985.

## Lista de canciones
| N.º | Título                   | Duración |  |
| 1.  | «The Writer»             | 4:09     |  |
| 2.  | «Mystery Train»          | 3:54     |  |
| 3.  | «Makin' Moves»           | 4:44     |  |
| 4.  | «Night Run»              | 4:22     |  |
| 5.  | «You and Me»             | 3:18     |  |
| 6.  | «Alpha Centauri»         | 1:56     |  |
| 7.  | «Lettin' Go»             | 4:01     |  |
| 8.  | «Something Else»         | 3:19     |  |
| 9.  | «Blinded by a Lie»       | 4:01     |  |
| 10. | «Diesel in the Dust»     | 4:21     |  |
| 11. | «Chains Chains»          | 3:25     |  |
| 12. | «This Time»              | 4:37     |  |
| 13. | «Back Into My Life»      | 4:53     |  |
| 14. | «The Way the Wind Blows» | 4:13     |  |
| 15. | «Money, Money»           | 3:49     |  |
| 16. | «Let it Rain»            | 4:00     |  |
| 17. | «A Fool for Love»        | 3:54     |  |